# Dark Magus
Dark Magus je koncertní dvojalbum amerického jazzového trumpetisty Milese Davise. Záznam pochází ze dne 30. března roku 1974 z koncertu v newyorské koncertní síni Carnegie Hall. Album vyšlo v době, kdy se Davis přestal věnovat hudbě, v roce 1977 u vydavatelství CBS-Sony a jeho producentem byl Teo Macero.

## Seznam skladeb
Autorem všech skladeb je Miles Davis.

### Původní vydání (LP)
| Deska 1 | Deska 1           | Deska 1 |
| Pořadí  | Název             | Délka   |
| ------- | ----------------- | ------- |
| 1.      | Dark Magus – Moja | 25:24   |
| 2.      | Dark Magus – Wili | 25:08   |

| Deska 1 | Deska 1           | Deska 1 |
| Pořadí  | Název             | Délka   |
| ------- | ----------------- | ------- |
| 3.      | Dark Magus – Tatu | 25:20   |
| 4.      | Dark Magus – Nne  | 25:32   |

### Reedice (CD)
| Disk 1 | Disk 1        | Disk 1 |
| Pořadí | Název         | Délka  |
| ------ | ------------- | ------ |
| 1.     | Moja (Part 1) | 12:28  |
| 2.     | Moja (Part 2) | 12:40  |
| 3.     | Wili (Part 1) | 14:20  |
| 4.     | Wili (Part 2) | 10:44  |

| Disk 1 | Disk 1                            | Disk 1 |
| Pořadí | Název                             | Délka  |
| ------ | --------------------------------- | ------ |
| 5.     | Tatu (Part 1)                     | 18:47  |
| 6.     | Tatu (Part 2) ('Calypso Frelimo') | 6:29   |
| 7.     | Nne (Part 1) ('Ife')              | 15:19  |
| 8.     | Nne (Part 2)                      | 10:11  |

## Obsazení
- Miles Davis – trubka, elektronické varhany
- David Liebman – sopránsaxofon, tenorsaxofon
- Azar Lawrence – tenorsaxofon
- Pete Cosey – elektrická kytara
- Reggie Lucas – elektrická kytara
- Dominique Gaumont – elektrická kytara
- Michael Henderson – baskytara
- Al Foster – bicí
- James Mtume Foreman – perkuse